# Movimiento Ras Kamboni
El Movimiento Ras Kamboni (o Raskamboni) es un grupo paramilitar de Somalia que se encuentra operativo en Jubalandia, su líder es el jeque Ahmed Mohamed Islam. Este movimiento miliciano es aliado del Gobierno Federal Somalí, de la Misión de la Unión Africana en Somalia y del Ahlu Sunna Waljama'a en la lucha contra el grupo islamista radical al-Shabbaab.

## Operaciones militares

### Durante 2011
El Movimiento Raskamboni se ha enfrentado en reiteradas oportunidades contra las milicias de al-Shabbaab. El 13 de marzo de 2011, en Dif, un pueblo al sur de Somalia, el movimiento afirma haber destruido un importante número de vehículos militares y haber matado a cinco extremistas.
El día 3 de abril de 2011, el Movimiento Raskamboni, el Gobierno Federal de Transición de Somalia y la Fuerza Aérea de Kenia, mancomunadamente, lanzaron una operación militar que culminó con la captura de la ciudad fronteriza de Dhobley, al sur de Somalia, que estaba bajo dominio de milicias radicales de al-Shabbaab.
El 20 de octubre de 2011 logran capturar la ciudad de Ras Kamboni junto con tropas kenianas.

### Durante 2012
El 2 de febrero de 2012, con apoyo de fuerzas kenianas logran hacerse del control de la ciudad de Badhadhe.
El 2 de julio de 2012, se reportó que las fuerzas del Movimiento Raskamboni, con el apoyo de las tropas del Gobierno Federal Somalí y las Fuerzas Armadas Kenianas, llevaron a cabo una operación de rescate en Ali Guray, a 40 kilómetros de Dhobley, que culminó con la liberación de cuatro cooperantes secuestrados del Consejo Noruego para los Refugiados.
El 28 de septiembre de 2012 tropas del Gobierno Federal de Somalia, Fuerzas Armadas Kenianas y milicias del Movimiento Raskamboni lograron capturar la ciudad de Kismaayo, el mayor bastión que poseía al-Shabbaab.